# フレンチラーメン
フレンチの技法や食材で作ったラーメンのこと。

## 概要

### ラーメンとフレンチ料理の融合
一皿一皿丁寧に作り仕上げて、最高級の食を完成させるフレンチ。日本の国民食であり、世界でも日本食と認識され高い人気を誇るラーメン。その２つがかけ合わさり、フレンチの得意とする素材の上品な旨味と風味をラーメンにしたものがフレンチラーメン。

### フレンチラーメンの特徴
フレンチラーメンで使用されているのは、フォンドヴォー、サーモン、タイ（鯛）、タイ担々、カキ（牡蠣）、カキ担々、カニ、エビ、ウニ、貝、煮干しなど。特定の素材をテーマに、フレンチの要素や技術を加えたラーメンが開発されている。
使用される素材は、フレンチラーメンのブランドや店舗によって異なる。

## 歴史

### フレンチラーメンの発祥と起源
2013年頃からフレンチ料理経験豊富なシェフが、ラーメン業界に参入してフレンチラーメン店を始めたことがきっかけとなっている。

### この料理スタイルが人気を得た背景と理由
- フレンチの料理人が商品開発
- ラーメン店として新たな客層である女性を獲得

フレンチラーメンは、従来のラーメンと異なりフレンチの手法を用いているほか、器や店舗のデザインもフレンチ風で女性をターゲットとしている店舗が多く、従来のラーメン店では集客しきれていなかった女性客の獲得に成功している。

### フレンチラーメンがどのように発展してきたか
2013年頃からフレンチの経験があるシェフがラーメン業界に参入してきたことによって、フレンチラーメンは発展してきた。
2013年10月10日麺や一途がオープン。
フランス料理の名店「マキシム・ド・パリ」にてシェフ仲田一途が創業。
現在、武蔵小山にある本店と、2020年3月には東京都の豊洲に２号店がある。
2017年に創業した海老丸らーめんは、「フレンチとラーメンの融合」をテーマにオープン。フレンチ出身シェフ長坂将志が作るオマール海老専門のラーメン店。
近年、フレンチラーメンの火付け役となっている企業の一つの縁petit株式会社では、全国に複数の店舗を展開している。
2017年 鯛ラーメン【鯛塩そば 縁】
2018年 鯛担麺専門店【抱きしめ鯛】
2019年 牡蠣ラーメン【ただいま変身中】
2020年 鯛ラーメン【恋し鯛】
2021年 蟹ラーメン【カニ蟹crab noodle】
- 2022年 海老ラーメン【トレ海老アーンnoodle】
- 海老ラーメン【濃厚海老らーめんShrimpreme】
- にぼし担担麺【にぼし担担麺専門店 ふたつぼし】

2023年 鯛ラーメン【SHIRAHAMA KEY NOODLE だきしめ鯛】
2023年8月現在は14ブランドまで拡大している。

## 材料・調理法や主な特徴

### 使用される具材やスープと調理技法
使用される具材やスープ・調理技法は店舗によって異なる。

#### 麺や一途
一般的にラーメンで美味しいとされている鶏ガラや豚骨などではなく、フレンチで欠かせない出汁の一つであるフォンドヴォー（仔牛の骨）でスープを作っている。仔牛骨と地鶏から抽出したスープの他にも、動物系のスープを使っていない鯖節スープもある。味玉は普通の味玉ではなくポーチドエッグになっている。かえしと呼ばれている調味料は、ゲランド海塩と北海道産の日高昆布、それと千葉県産の下総醤油をブレンドして作られている。

#### 海老丸らーめん
『フレンチとラーメンの融合』をテーマにしたオマール海老専門のラーメン店。スープは海老オマールや野菜などを4時間煮込んだ香り高いビスクになっている。また、トッピングにもこだわって作られていて、飛騨脂豚は豚の健康を一番に考え飼育された豚で、飼料には抗生物質や合成殺菌剤が含まれていない美味さと安全を追求した豚。ロース肉をスモークし低温で調理している。
柔らかな肉質の飛騨地鶏は、大型黒軍鶏と名古屋種との掛け合わせで、出荷量が少ない希少種。奥飛騨の豊かな自然で飼育されている。その他、スープに溶かすと酸味が加わるサワークリームもある。

#### 縁petit系列

##### 鯛塩そば 縁、鯛担麺専門店 恋し鯛、鯛担麺専門店 抱きしめ鯛
鯛を使ったフレンチラーメンが味わえる。
鯛塩そば 縁では、鯛動物性の原料はほとんど使用せず鯛の旨みを最大限生かし、上質な一番出汁を使用した【すまし】と鯛の出汁を白濁するまで炊いた【濃厚】の二種を合わせた特製スープを使用。調味料・トッピングの細部にまで贅沢に鯛を使用した至極の”鮮塩そば”を味わえる。
鯛担麺専門店 抱きしめ鯛では、和の食材”鯛” をフレンチの技術で一杯のラーメンに表現。
スープは愛媛県『宇和島産真鯛』をふんだんに使用している。

##### ただいま変身中、OYSTERBACKS
牡蠣や鯛を使ったフレンチラーメンが味わえる。牡蠣は広島の漁師から直接仕入れた物を使用し、最高の旨味を引き出している。また、チャーシューは63℃で長時間じっくり火入れし、しっとりとしたレアに仕上げている。麺にもこだわりがあり、50年以上の歴史を持つ大橋製麺と独自開発。なめらかなスープを絡め取り、牡蠣×鯛との相性抜群な仕上がりになっている。
トッピングには牡蠣、低温調理した肩ロースのチャーシュー、とびこ、ほうれん草、スライスしたバゲットを添えている。まるでフレンチのワンディッシュを彷彿とさせる芸術性の高い見た目だ。スープに使うのは鯛のダシ、牡蠣のタレ、豆乳。泡立っているのはハンドブレンダーで撹拌し乳化させているため。そうすることでとろみがつき、麺とスープがよく絡み一体感を生み出す。スープには、鶏や豚などといった動物系の食材が使われていない。
ラーメンには明確な定義や決められた製法は存在しない。そのためフレンチ出身の料理人がこれまで培ってきた技法を自然と落とし込めるのが、他の料理にはないラーメンの良いところだと店主の坂祥太氏は語る。

##### にぼし担担麺専門店 ふたつぼし
煮干し×担担麺のフレンチラーメンを提供している。さば・宗田かつお・むろあじの3つの削り節（ぶし）と国産の良質ないわし煮干しのベストバランスとなる出汁（だし）を研究。煮干し特有のえぐ味を抑えながらも旨味と香りだけを引き出した自信作となっている。
フレンチのコンソメと合わせたWスープにする事で煮干しの香りを引き立て、さらに鯛の出汁を練り込んだこだわりのごまだれをマリアージュ。複雑で奥深い味わいを表現している。

##### トレ海老ア～ン noodle三宮、濃厚海老らーめんShrimpreme（シュリンプリーム）
オマール海老を使ったフレンチラーメンが味わえる。オマール海老の旨味が凝縮された頭を贅沢に使用し濃厚な出汁を抽出。さらに甘エビや蟹、コンソメ・ド・ヴォライユ(鶏のコンソメ)をふんだんに使い、海老の濃厚な香りを引き立てる。さらにラーメンの上にもオマール海老とトマトをマリアージュさせた一品。麺麺にもこだわっており、50年以上の歴史を持つ大橋製麺と独自開発。デュラムセモリナ粉を練り込んだモチモチ平打ち麺、加水率の高いちぢれ麺と濃厚海老スープのマリアージュを楽しめる。また、チャーシューは63℃で長時間じっくり火を入れる事で、しっとりとしたレアチャーシューに仕上がっている。

##### サーモンnoodle3.0
サーモン一匹まるごと仕入れることで頭から骨の髄まで使用した究極のサーモンラーメン専門店。
今まで縁petit系列のフレンチラーメンのスープは、エスプーマという泡立てる手法を使って作られてきた。エスプーマとは、フランス料理などで用いられる泡状のソースのこと。
しかし、サーモンnoodle3.0では亜酸化窒素を用いた更に本格的なエスプーマが導入されている。更に、最先端の分子調理器「Dr.Fry」も導入し、少ない油で水分量たっぷりに仕上げたサーモンフライを使用。水分子コントロールの技術によりジューシーな味わいはもちろんのこと、健康にも嬉しい次世代ラーメンになっている。

## バリエーションと代表的なレシピ・メニュー
レシピやメニューはブランドや店舗によって異なる。

### 麺や一途
創業者の仲田一途のコメントによると、メニューの名前は、スタッフを含めたファミリーの名前となっている。

#### 武蔵小山本店
メニューには、高司（たかし）一途なチャーシュー麺・卓（たく）醤油麺・麺一（めんいち）野菜麺・利（とし）クリーミーカレー麺・途（みち）欧風カレー麺・香（かおり）一押し麺・衣利（えり）旨麺・有希（ゆき）みそ麺・幸司（こうじ）和出汁麺・洋史（ようじ）選べるつけ麺・じゅり一途なまぜそば・あんりあっさりとざるラーメン・みどり濃厚トマト麺・などのラーメンが味わえる。

#### 豊洲店
メニューには、力（りき）導のチャーシュー麺・衣利（えり）旨麺・香（かおり）一押し麺・健一（けんいち）醤油麺・舞（まい）カレークリーミー麺・有希（ゆき）みそ麺・晴（はる）坦々麺・汐栞（しおり）コーンポタージュ麺・大輔（だいすけ）一番出汁麺・明美（あけみ）選べるつけ麺などのラーメンが味わえる。

### 海老丸らーめん
オマール海老専門のフレンチラーメン店。
メニューには、元祖海老丸らーめん・海老丸カルボナーラ・丸ごと一匹オマール海老らーめん・海老丸スタイル坦々麺などのラーメンが味わえる。

### 縁petit系列
関東

#### サーモンnoodle3.0
サーモン一匹まるごと仕入れることで頭から骨の髄まで使用した究極のサーモンラーメン専門店。
メニューには、人気No.1サーモンの塩味に人参エスプーマのほんのりとした甘味が絡む白サーモンのラーメンの他に、ポルチーニサーモン・赤辛サーモン・汁なしサーモン・ベーシックサーモン等が味わえる。

#### 鯛塩そば 縁
鯛を活用したフレンチラーメン店。
メニューには、鯛塩濃厚そば・汁無し鯛塩そば・鯛坦麺・汁無し鯛担麺などがある。
期間限定メニューには、新緑のサーモンバジルとムール貝が味わえる。

#### 鯛担麺専門店 恋し鯛
鯛を活用したフレンチラーメン店。
メニューには名物! 鯛担麺・汁なし鯛担麺・鯛塩濃厚そばなどがある。
夜限定メニューには、鯛の昆布水 つけ麺が味わえる。

#### ただいま変身中
牡蠣をベースにしたフレンチラーメンが味わえる。
メニューには牡蠣ラーメン・赤牡蠣ラーメン・汁なし牡蠣ラーメン等のラーメンを始め、系列店の鯛担麺も味わえる。

#### 濃厚海老らーめんShrimpreme
オマール海老を活用したフレンチラーメン店。
メニューには、濃厚海老らーめん・海老らーめん・赤海老らーめん（1辛～MAX）・汁なし海老らーめん。期間限定メニューには、海老トマト冷やし　らーめん・海老レモンクリームチーズ　冷やしらーめん・冷やし汁なし海老らーめんなどが味わえる。

#### OYSTERBACKS（一時休止中）
牡蠣を活用したフレンチラーメンが味わえる。
メニューには、辛い牡蠣担担麺の赤牡蠣カプチーノ（1辛～MAX）、辛くない牡蠣担担麺の白牡蠣カプチーノが味わえる。
現在営業休止中。
関西

#### カニ蟹 crab noodle 三宮
蟹をベースにしたフレンチラーメンが味わえる。
メニューには、白蟹noodleスタンダード、赤蟹noodleスタンダード、白蟹noodle 蟹味噌バター仕立て、赤蟹noodle 蟹味噌バター仕立て、プレミアム蟹noodle トリュフ仕立て、白蟹まぜそばスタンダード、赤蟹まぜそばスタンダードなどがある。期間限定メニューには、蟹桃プレミアム~冷・冷やしまぜそば・冷やし蟹トマトなどが味わえる。

#### 鯛担麺専門店 抱きしめ鯛
鯛を活用したフレンチラーメン店。
材料には愛媛県宇和島産、最高級の鯛を使用。
メニューには、鮮度抜群の鯛と相性の良い昆布からできる究極の担担麺・汁なし鯛担麺・鯛の昆布水つけ麺などが味わえる。

#### トレ海老アーン noodle 三宮
オマール海老を活用したフレンチラーメン店。
メニューには、海老noodleスタンダード・海老noodle豆乳仕立て・赤海老noodle・海老坦々noodleなどが味わえる。

#### にぼし担担麺専門店 ふたつぼし
にぼしを活用したフレンチラーメンが味わえる。
メニューには、看板メニューであるにぼし担担麺（3種の節で煮干しを丁寧に仕上げたコンソメスープ、鯛の胡麻だれを合わせた贅沢な煮干し担担麺。）・汁なしにぼし担担麺・極厚チャーシューにぼし担担麺・極厚チャーシュー汁なしにぼし担担麺などが味わえる。

#### ジユ雲丹ススレ（一時休止中）
雲丹を活用したフレンチラーメンが味わえる。
メニューには、極うにくnoodle・赤辛うにくnoodle・汁無しうにくnoodle・うにくnoodle・プレミアムうにくトリュフnoodle、期間限定メニューには冷やしうにくnoodleなどが味わえる。
引っ越し準備のため、現店舗での営業は 2022年8月31日(金)をもって一度終了。

## 世界的な展開

### 他の国や地域でのフレンチラーメンの普及状況
近年フレンチラーメンの店舗を増やしている「縁petit」は、海外からの観光客にはラーメンは和食の一つと捉えられ、人気も高いことから、アジアを中心とする海外出店も進めていく考えだ。

## 関連する店舗やシェフ

### 麺や一途
2013年10月10日 東京都 武蔵小山店がオープン。
現在、武蔵小山店にある本店と、2020年3月には東京都の豊洲に２号店がある。
シェフ 仲田一途。
1963年
茨城県生まれ
1981年
地元の工業高校を卒業後、大阪・あべの辻調理師専門学校で学び、卒業後、鎌倉の老舗レストラン「メイン」にてサービスを含め見習いコックとしてスタート。
1983年
神奈川県三崎市の洋食レストランで、サービスの経験・コックとしての基礎をオーナーから、マンツーマンで学ぶ。
1985年
フランス料理の名店「マキシム・ド・パリ」にて10年間フランス料理とは何たるかを学び、フランス料理のコンクールにも出場。
1995年
鎌倉市大船のフレンチレストラン「ドゥミ」にて支配人兼シェフとして経営に携わり、お客様への接客と考え方を学ぶ。
1997年
ホテルを併設した日本初の総合結婚式場「目黒雅叙園」に一般社員として入社し、婚礼を含めた大きな宴会の料理を経験し、レストランとの違いを見て驚きを感じる。
2001年
西洋料理部門の総料理長に就任し、フレンチの婚礼料理・パーティー料理・バイキングレストランの立ち上げを行いながら、レストランでのフェアに合わせた各国の料理を学ぶ。
2013年
株式会社目黒雅叙園を退社し、「株式会社氣絆」を設立。品川区の武蔵小山にラーメン店“麺や一途”を開店。
2017年
2号店KIZUNA（洗足店）を開店
2020年3月
豊洲店に移転の為、KIZUNAを閉店
屋号を導SHIRUBEに変更し、ららぽーと豊洲３にて新たなスタート。

### 海老丸らーめん
2017年 東京都神保町にオープン。
オマール海老専門のフレンチラーメン店。
シェフ 長坂 将志。
飛騨高山出身。17歳で上京し、京橋の「シェ・イノ」でフレンチの基礎を学ぶ。
21歳で渡米。ウルフギャングがオーナーのロサンゼルス「シノワ・オン・メイン」などで4年仕事をしてから帰国。帰国後はレストランプロデュースなど多岐にわたる仕事をし、2014年西麻布エゴジーヌをオープン。2017年に海老丸らーめんをオープン。ラーメン修行はなく独自路線でラーメンを開発。

### 縁petit系列（現在11店舗）
関東

#### サーモンnoodle3.0
2022年1月20日 東京都神楽坂駅にオープン。
サーモンをまるまる１匹ふんだんに活用したフレンチラーメン店。

#### 鯛塩そば 縁
2017年8月10日 東京都板橋駅にオープン。
鯛を使ったフレンチラーメン店。

#### 鯛担麺専門店 恋し鯛
2020年7月7日 東京都水道橋駅にオープン。
鯛を使ったフレンチラーメン店。

#### ただいま変身中
2019年10月15日 東京都中野にオープン。
牡蠣を使ったフレンチラーメン店。
総料理長　坂 祥太。
ミシュラン二つ星レストランで副料理長まで務めあげた本物のフレンチシェフ。
フレンチ歴14年のキャリアで磨き上げた技術に、日本の食材を取り入れ、全てを注ぎ込んだのが至高のフレンチラーメン。

#### 濃厚海老らーめんShrimpreme
2022年8月2日 東高円寺駅にオープン。
海老を使ったフレンチラーメン店。

#### OYSTERBACKS（一時休止中）
2020年9月10日 東京都東武練馬駅にオープン。
牡蠣を使ったフレンチラーメン店。
現在営業休止中。
関西

#### カニ蟹 crab noodle 三宮
2021年4月15日 兵庫県三宮駅にオープン。
カニを使ったフレンチラーメン店。

#### 鯛担麺専門店 抱きしめ鯛
2018年8月1日 大阪府肥後橋駅にオープン。
鯛を使ったフレンチラーメン店。

#### トレ海老アーン noodle 三宮
2022年6月23日 兵庫県神戸三宮駅にオープン。
海老を使ったフレンチラーメン店。

#### にぼし担担麺専門店 ふたつぼし
2022年12月20日 大阪府近鉄上本町駅にオープン。
にぼしを使ったフレンチラーメン店。

#### ジユ雲丹ススレ（一時休止中）
2021年7月1日 大阪府桜ノ宮駅にオープン。
雲丹を使ったフレンチラーメン店。